# Psaphida electilis
Psaphida electilis är en fjärilsart som beskrevs av Morrison 1875. Psaphida electilis ingår i släktet Psaphida och familjen nattflyn. Inga underarter finns listade i Catalogue of Life.